# Laski (obwód homelski)
Laski (biał. Ляскі; ros. Лески, Leski)  – dawna wieś na Białorusi, w obwodzie homelskim, w rejonie wieteckim.
W wyniku katastrofy w elektrowni jądrowej w Czarnobylu i skażenia promieniotwórczego mieszkańcy wsi zostali przesiedleni.
Wieś została oficjalnie zlikwidowana w 2011 roku.